# Peter Outzen Boisen (präst)
Peter Outzen Boisen, född den 22 juni 1815 i Vesterborg, död den 21 augusti 1862, var en dansk präst. Han var yngste son till biskop Peter Outzen Boisen och bror till Frederik Engelhart Boisen.
Boisen blev 1847 Grundtvigs måg och 1854 hans komminister vid Vartov. Han samlade 1849 Ny og gamle Viser af og for det danske Folk (10:e upplagan 1875), som fann stor utbredning.